# 重春村
重春村（しげはるむら）は、兵庫県多可郡にあった村。現在の西脇市中心部の南方、加古川線・西脇市駅の周辺にあたる。

## 地理
- 河川：加古川、野間川、杉原川

## 歴史
- 1889年（明治22年）4月1日 - 町村制の施行により、野村・板波村・平野新田村・谷村・高田井村・和田村・高松山村・和布新田村の区域をもって発足。
- 1952年（昭和27年）4月1日 - 西脇町・日野村・比延庄村と合併して西脇市が発足。同日重春村廃止。

## 交通

### 鉄道路線
- 日本国有鉄道
  - 加古川線
    - 野村駅（現・西脇市駅） - 新西脇駅

  - 鍛冶屋線
    - 野村駅

### 道路
- 国道175号